# Vețel, Hunedoara
Vețel este satul de reședință al comunei cu același nume din județul Hunedoara, Transilvania, România.

## Istoric
În această localitate, pe malul Mureșului, se găsesc vestigiile castrului roman (și așezării civile aferente) cu numele de Micia. De o parte și de alta a căii ferate actuale, se văd ruinele castrului, băile romane și urmele unui amfiteatru. Deși avea numai statut rural (pagus), așezarea prezenta un înalt grad de urbanizare, cu rețea stradală ortogonală, edificii publice monumentale (terme, amfiteatru etc) și un port la Mureș (amenajat cu cheiuri din zidărie de piatră). 
Prin anul 1840, în ruinele Miciei a fost descoperit un altar votiv datând din sec. II-III e.n., care contribuie la punerea în lumină a modalităților de administrare ale salinelor în Dacia romană. Inscripția gravată pe altar se transcrie după cum urmează: Silvano Do-/mestico/ P(ublius Ael (ius) Euph(o-)/rus pro/5/ salute P(ubli)Ael(i)/ Mari con-ductoris / pascui et sa-/linar(um) l(ibens) v(otum) v(ovit) [Zeului Silvanus Domesticus, Publius Aeulius Euphorus/5/ pentru sănătatea lui Publius Aelius Marus al pășunilor și salinelor, cu bucurie a îndeplinit promisiunea].
Primar : Hentiu Ioan
Viceprimar : Pîrvu Constantin

## Galerie de imagini

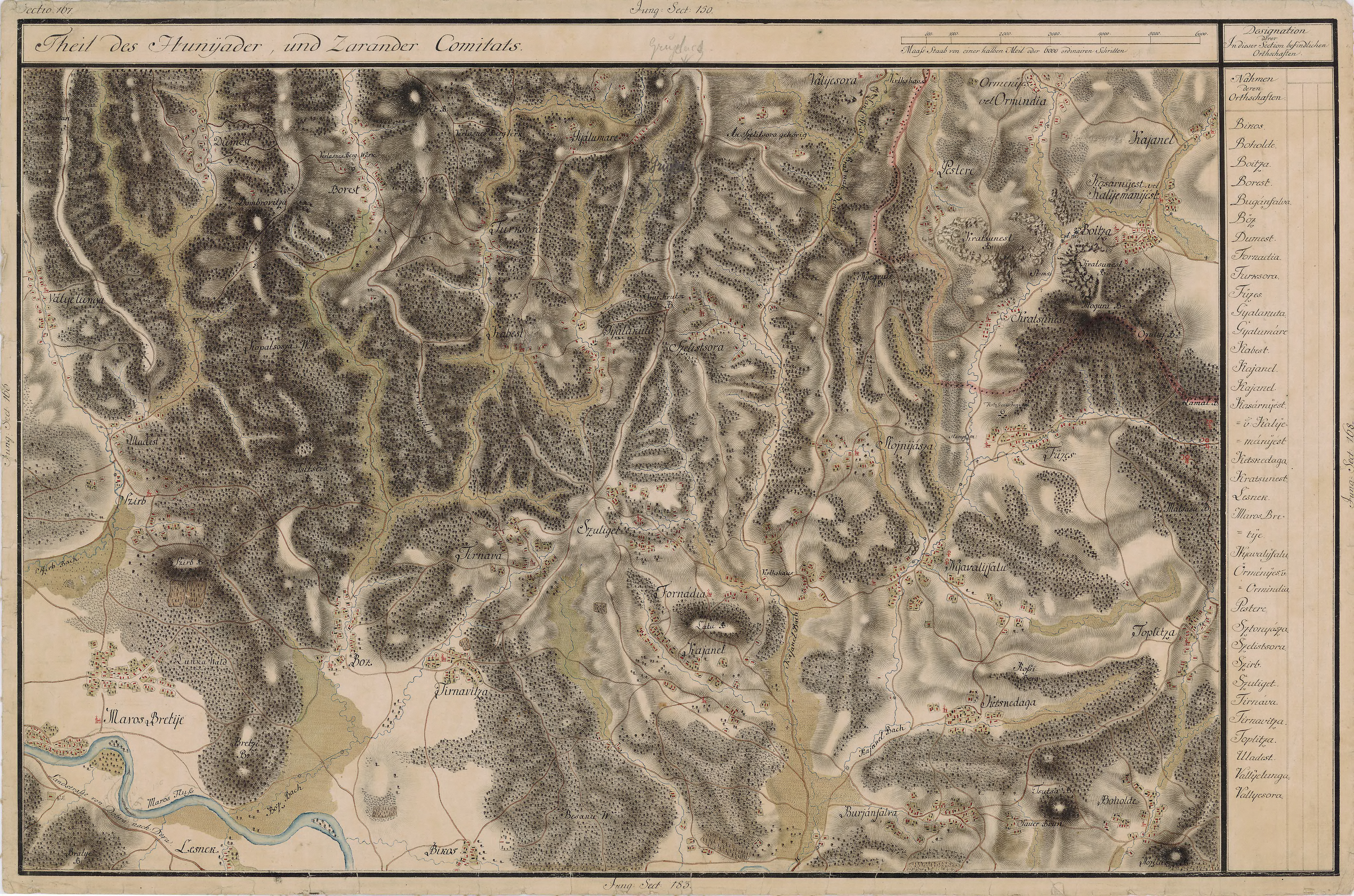
Vețel în Harta Iosefină a Transilvaniei, 1769-1773
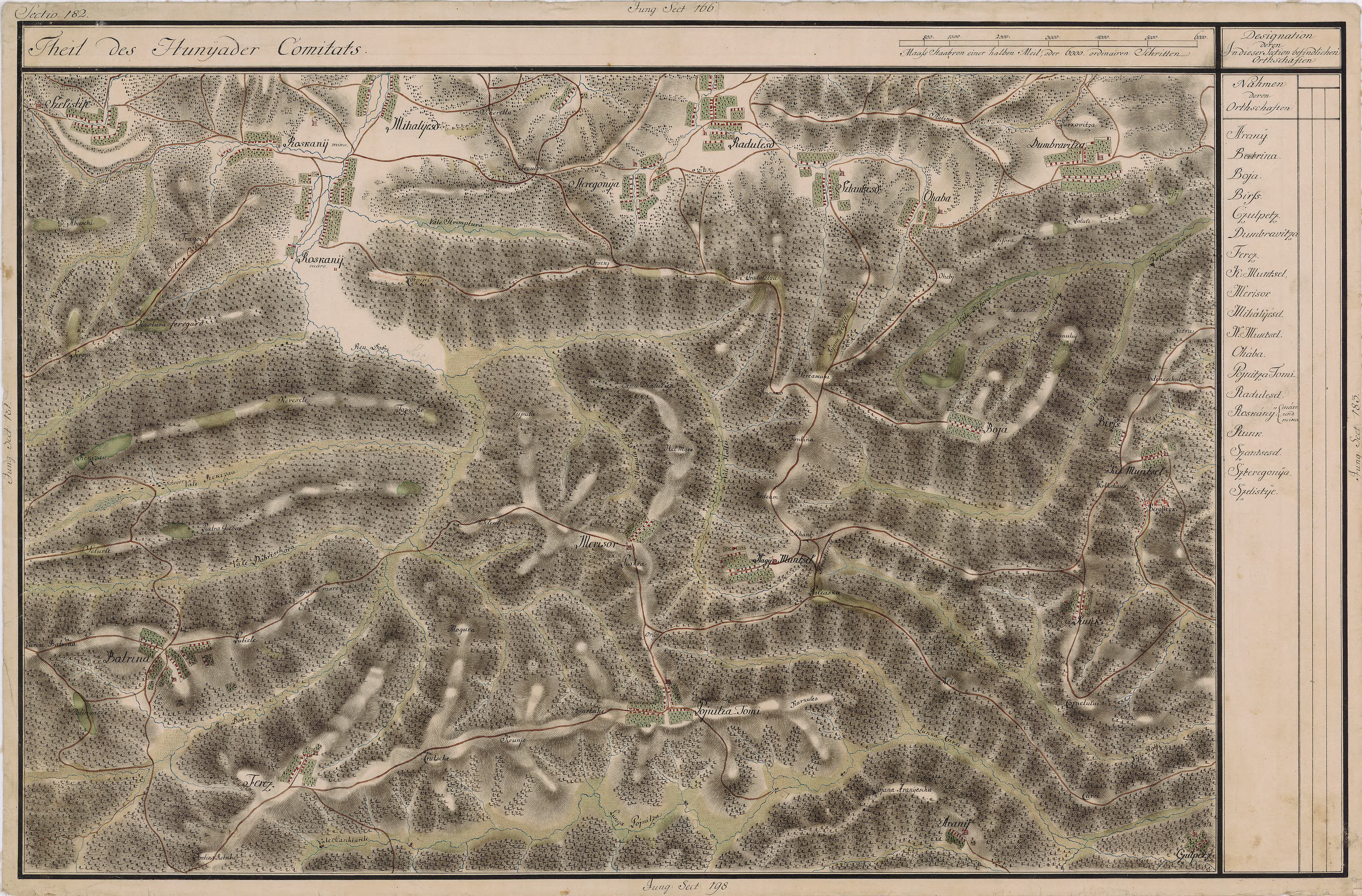
Vețel în Harta Iosefină a Transilvaniei, 1769-1773
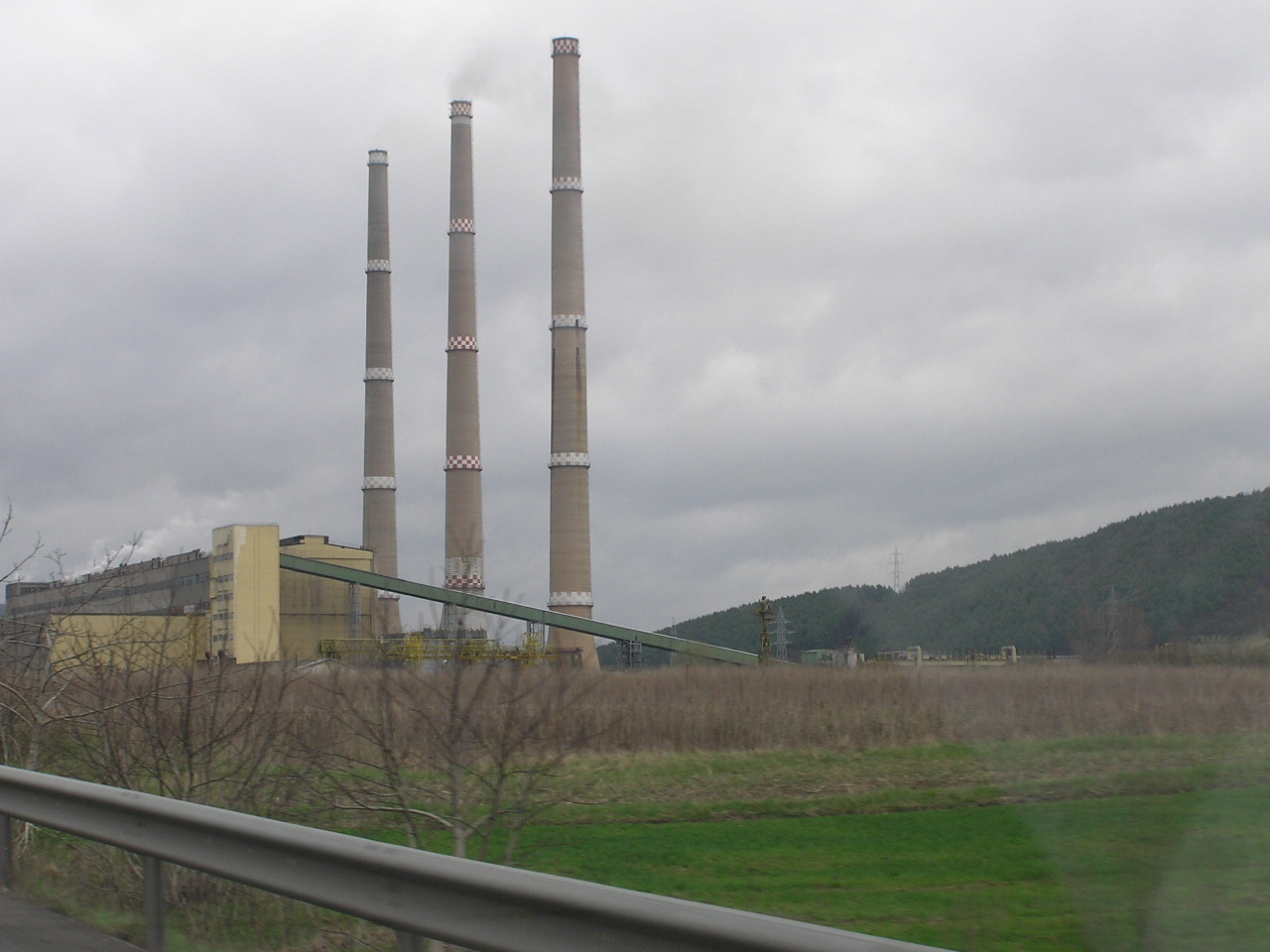
Termocentrala de la Mintia, văzut de pe E 68
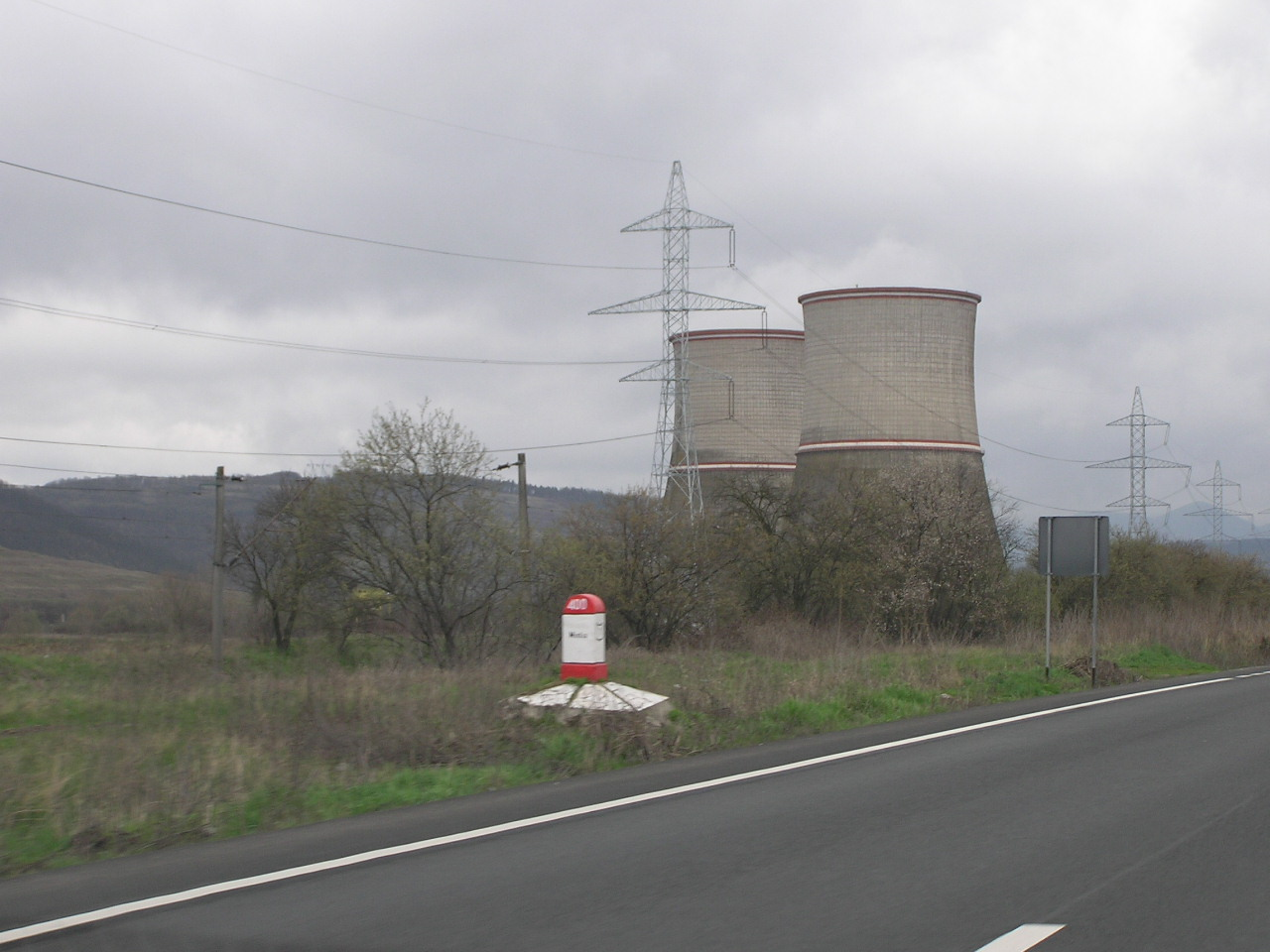
Termocentrala de la Mintia, văzut de pe E 68
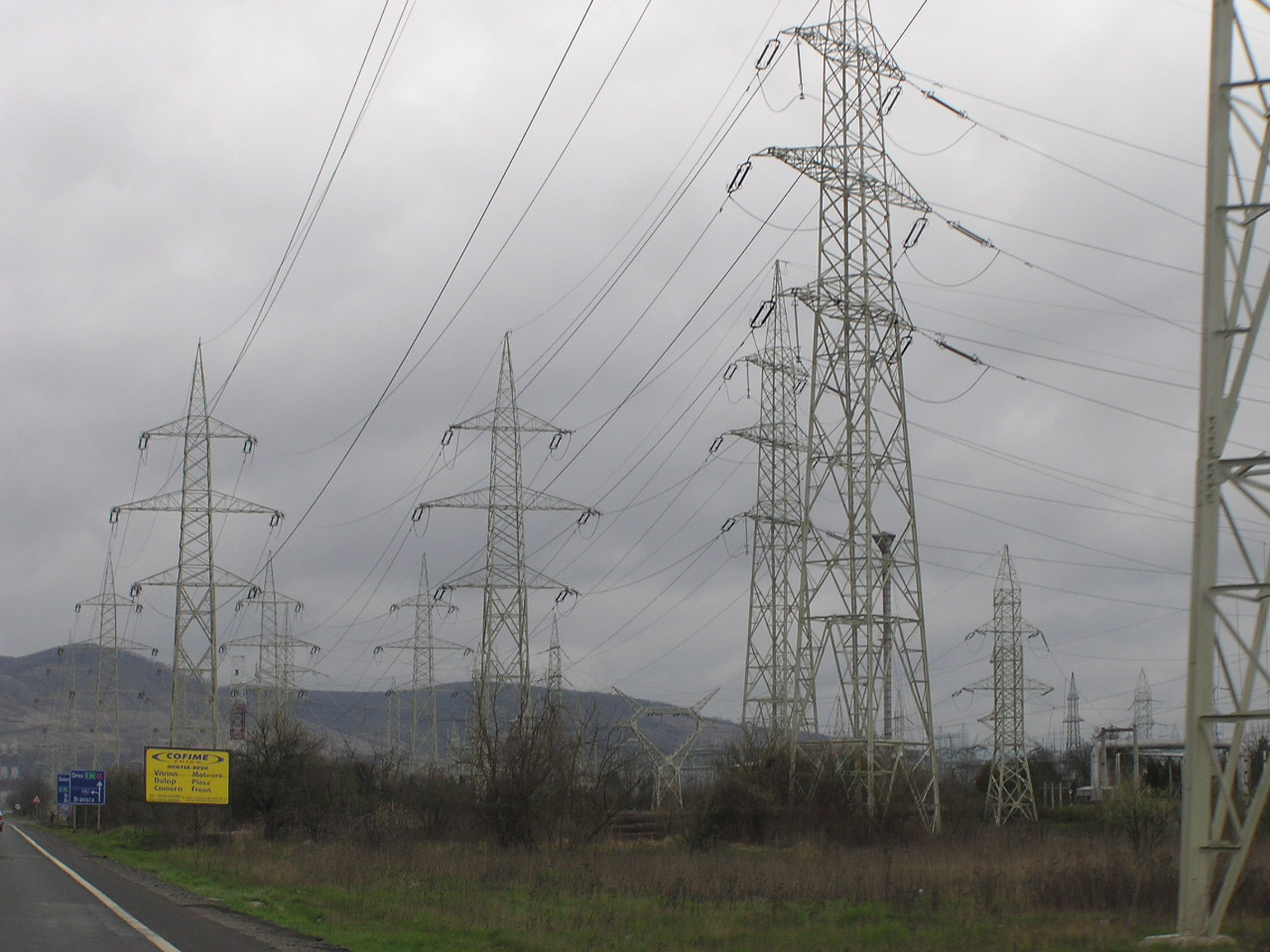
Termocentrala de la Mintia, văzut de pe E 68